# Pleiten, Pech und Pannen

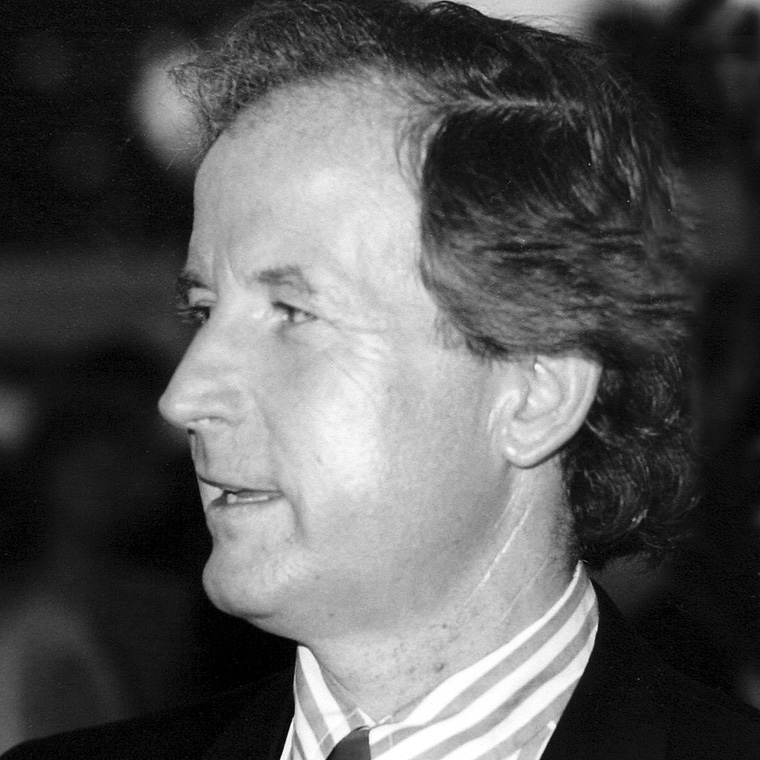
Moderator Max Schautzer 1987

Pleiten, Pech & Pannen war eine ursprünglich von Max Schautzer konzipierte und moderierte Heimvideo-Fernsehsendung im Ersten. Die Sendung behandelt Missgeschicke, die durch Zufall entstanden, von Privatleuten aufgenommen und an den Norddeutschen Rundfunk geschickt wurden. Früher war der Bayerische Rundfunk federführend.

## Geschichte
Eine Pilotfolge wurde am 30. März 1986 ausgestrahlt. Als diese erfolgreich war, wurde die Sendung ab Mai 1987 regelmäßig ausgestrahlt, meistens montags oder dienstags um 21:05 Uhr. Ein Rabe namens Moritz war das Maskottchen der Sendung.
Im Jahr 2002 wurde das Konzept leicht verändert. Die Sendung wurde nicht mehr am Ende des Jahres wochenweise, sondern über das Jahr verteilt einmal im Monat gezeigt. In der 17. und letzten Staffel, die 2003 ausgestrahlt wurde, verzichtete man auf Studiopublikum. In diesen acht Sendungen wurden die besten Videos der vergangenen Jahre nochmals gezeigt. Am 19. Juli 2003 lief die 150. und letzte Folge.
Am 28. Dezember 2014 startete eine Neuauflage mit Judith Rakers im NDR Fernsehen. Prominente Gäste in den ersten drei Sendungen waren Stefan Mross, Francis Fulton-Smith und Susanne Holst. Die Folgen wurden zu unterschiedlichen Zeiten gesendet und im SWR Fernsehen, WDR Fernsehen sowie Bayerischen Fernsehen wiederholt.

## Preise
Für jeden gesendeten Videobeitrag, in dem witzige Missgeschicke gezeigt wurden, erhielten die Einsender 300 DM, (ab 1995 dann 400 DM, ab 2001 schließlich 200 €).
Für den Wettbewerb von Deutschlands lustigstem Video der Woche erhielten die Teilnehmer 10.000 DM (ab 2001 dann 5.000 €) je nach Stimmenanteil. Der Sieger gewann zusätzlich den goldenen Raben. Am Ende des Jahres wurde unter den jeweils besten Videos der Woche das Video des Jahres gekürt, das einen Platinraben und eine Traumreise erhielt.
Ab 2002 verzichtete man im Rahmen der Neugestaltung der Sendung auf das Video des Jahres und somit auch auf den Platinraben. Eine Traumreise erhielt stattdessen jeder Sieger für das lustigste Video des Monats.
Ab 2014 erhielt ein Prominenter den Goldenen Pechvogel für die lustigste Panne, die zuvor von der Redaktion ausgewählt wurde. Dieser trägt den Namen Rabea-Marie.

## Prominente und Outtakes
Präsentiert wurden auch Outtakes von Dreharbeiten zu Fernsehsendungen oder Werbespots. In fast jede Sendung wurde eine prominente Person eingeladen, die von ihren eigenen Missgeschicken erzählt, die auch in Zusammenschnitten gezeigt wurden. In der 50. Sendung, die im Dezember 1994 ausgestrahlt wurde, gab es ein Spezial mit Max Schautzers eigenen Pannen. Zur 100. Sendung am 15. Dezember 1998 gab es ein PPP-Spezial mit lustigen Prominentenvideos, in denen unter anderem Verona Feldbusch, Ottfried Fischer, Horst Janson, Ramona Leiß, Antje-Katrin Kühnemann, Veronika von Quast, Grit Boettcher und Christoph Deumling mitwirkten.